# Райков, Юрий Андреевич
Ю́рий Андре́евич Райко́в (род. 8 августа 1946) — российский дипломат. Чрезвычайный и полномочный посланник 1 класса (2005).

## Биография
Окончил Московский государственный институт международных отношений (МГИМО) МИД СССР (1974) и Дипломатическую академию МИД СССР (1987). Доктор исторических наук. Владеет английским, испанским и тагальским языками На дипломатической работе с 1974 года.
- В 1994—1997 годах — советник-посланник Посольства России на Филиппинах.
- В 2001—2002 годах — заместитель директора Второго департамента Азии МИД России.
- С 17 июня 2002 по 17 января 2007 года — чрезвычайный и полномочный посол Российской Федерации в Лаосе[1][2].

## Дипломатический ранг
- Чрезвычайный и полномочный посланник 2 класса (10 ноября 1995)[3].
- Чрезвычайный и полномочный посланник 1 класса (5 марта 2005)[4].